# Wijken en buurten in Breda
De Nederlandse gemeente Breda is voor statistische doeleinden onderverdeeld in wijken en buurten.

## Wijken
De gemeente is verdeeld in de volgende statistische wijken:
| CBS-wijk                                     | CBS-buurt | Kaart |
| -------------------------------------------- | --- | ----- |
| Wijk 00 Breda Centrum CBS-wijkcode:075800    | Chassé Park, City (= Binnenstad (Breda)), Fellenoord, Schorsmolen, Stationsbuurt, Valkenberg                                          |       |
| Wijk 01 Breda Noord CBS-wijkcode:075801      | Belcrum, Biesdonk, Doornbos-Linie, Geeren-Noord, Geeren-Zuid, Krogten, Wisselaar, Waterdonken                                         |       |
| Wijk 02 Breda Oost CBS-wijkcode:075802       | Brabantpark, Heusdenhout, Sportpark, Zandberg                                                                                         |       |
| Wijk 03 Breda Zuid-Oost CBS-wijkcode:075803  | Blauwe Kei, Ginneken, IJpelaar, Mastbos, Overakker                                                                                    |       |
| Wijk 04 Breda Zuid CBS-wijkcode:075804       | Haagpoort, Boeimeer, Ruitersbos |       |
| Wijk 05 Breda West CBS-wijkcode:075805       | Effen-Rith, Hazeldonk, Heilaar, Heuvel, Lies, Princenhage, Steenakker, Tuinzigt, Westerpark                                           |       |
| Wijk 06 Breda Noord-West CBS-wijkcode:075806 | Asterd (niet bij CBS), Emer, Gageldonk, Haagse Beemden, Heksenwiel, Kesteren, Kievitsloop, Kroeten, Muizenberg, Paradijs, Overkroeten |       |
| Wijk 07 Bavel CBS-wijkcode:075807            | Bavel, Nieuw Wolfslaar, verspreide huizen Bavel                                                                                       |       |
| Wijk 08 Ulvenhout CBS-wijkcode:075808        | Ulvenhout, verspreide huizen Ulvenhout                                                                                                |       |
| Wijk 09 Prinsenbeek CBS-wijkcode:075809      | Prinsenbeek, verspreide huizen Prinsenbeek                                                                                            |       |
| Wijk 10 Teteringen CBS-wijkcode:075810       | Teteringen, Vuchtpolder, verspreide huizen Teteringen                                                                                 |       |

## Buurten
Een statistische wijk kan bestaan uit meerdere buurten. Onderstaande tabel geeft de buurtindeling met kentallen volgens het Centraal Bureau voor de Statistiek (2008):
| CBS-buurtcode | Buurtnaam                     | Inwonertal | Opp. totaal (ha) | Opp. land (ha) | Ligging                |
| ------------- | ----------------------------- | ---------- | ---------------- | -------------- | ---------------------- |
| BU07580000    | City                          | 2480       | 30               | 30             | Locatie in de gemeente |
| BU07580001    | Valkenberg                    | 1960       | 52               | 48             | Locatie in de gemeente |
| BU07580002    | Chasse                        | 3225       | 43               | 42             | Locatie in de gemeente |
| BU07580003    | Fellenoord                    | 1590       | 30               | 29             | Locatie in de gemeente |
| BU07580004    | Schorsmolen                   | 3400       | 27               | 25             | Locatie in de gemeente |
| BU07580005    | Station                       | 2300       | 29               | 27             | Locatie in de gemeente |
| BU07580100    | Belcrum                       | 3990       | 51               | 51             | Locatie in de gemeente |
| BU07580101    | Doornbos-Linie                | 4365       | 127              | 126            | Locatie in de gemeente |
| BU07580102    | Biesdonk                      | 5075       | 90               | 90             | Locatie in de gemeente |
| BU07580103    | Geeren-Zuid                   | 3750       | 70               | 67             | Locatie in de gemeente |
| BU07580104    | Wisselaar                     | 4210       | 75               | 71             | Locatie in de gemeente |
| BU07580105    | Krogten                       | 185        | 383              | 360            | Locatie in de gemeente |
| BU07580106    | Geeren-Noord                  | 2740       | 51               | 47             | Locatie in de gemeente |
| BU07580200    | Brabantpark                   | 10095      | 222              | 220            | Locatie in de gemeente |
| BU07580201    | Sportpark                     | 3515       | 122              | 118            | Locatie in de gemeente |
| BU07580202    | Zandberg                      | 5185       | 71               | 70             | Locatie in de gemeente |
| BU07580203    | Heusdenhout                   | 5205       | 341              | 341            | Locatie in de gemeente |
| BU07580300    | Blauwe Kei                    | 3940       | 70               | 70             | Locatie in de gemeente |
| BU07580301    | IJpelaar                      | 5855       | 122              | 122            | Locatie in de gemeente |
| BU07580302    | Overakker                     | 3215       | 132              | 132            | Locatie in de gemeente |
| BU07580303    | Ginneken                      | 5110       | 135              | 131            | Locatie in de gemeente |
| BU07580309    | Mastbos                       | 525        | 1300             | 1250           | Locatie in de gemeente |
| BU07580400    | Boeimeer                      | 5780       | 125              | 120            | Locatie in de gemeente |
| BU07580401    | Ruitersbos                    | 2480       | 168              | 165            | Locatie in de gemeente |
| BU07580500    | Haagpoort                     | 2170       | 26               | 26             | Locatie in de gemeente |
| BU07580501    | Heuvel                        | 7950       | 106              | 104            | Locatie in de gemeente |
| BU07580502    | Tuinzigt                      | 7580       | 111              | 110            | Locatie in de gemeente |
| BU07580503    | Princenhage                   | 8815       | 209              | 208            | Locatie in de gemeente |
| BU07580504    | Westerpark                    | 3555       | 70               | 70             | Locatie in de gemeente |
| BU07580505    | Heilaar                       | 385        | 158              | 158            | Locatie in de gemeente |
| BU07580506    | Hazeldonk                     | 40         | 353              | 350            | Locatie in de gemeente |
| BU07580507    | Steenakker                    | 470        | 111              | 110            | Locatie in de gemeente |
| BU07580508    | Effen-Rith                    | 825        | 1017             | 1012           | Locatie in de gemeente |
| BU07580509    | Lies                          | 700        | 591              | 591            | Locatie in de gemeente |
| BU07580600    | Gageldonk                     | 4780       | 83               | 83             | Locatie in de gemeente |
| BU07580601    | Kievitsloop                   | 4245       | 89               | 89             | Locatie in de gemeente |
| BU07580602    | Kesteren                      | 3910       | 78               | 78             | Locatie in de gemeente |
| BU07580603    | Muizenberg                    | 2995       | 85               | 84             | Locatie in de gemeente |
| BU07580604    | Heksenwiel                    | 4600       | 79               | 76             | Locatie in de gemeente |
| BU07580605    | Overkroeten                   | 3210       | 48               | 46             | Locatie in de gemeente |
| BU07580606    | De Kroeten                    | 2330       | 43               | 40             | Locatie in de gemeente |
| BU07580607    | Emer                          | 70         | 244              | 220            | Locatie in de gemeente |
| BU07580609    | Hagebeemd                     | 205        | 936              | 893            | Locatie in de gemeente |
| BU07580700    | Bavel                         | 5460       | 137              | 137            | Locatie in de gemeente |
| BU07580701    | Nieuw Wolfslaar               | 2355       | 102              | 102            | Locatie in de gemeente |
| BU07580709    | Verspreide huizen Bavel       | 510        | 974              | 961            | Locatie in de gemeente |
| BU07580800    | Ulvenhout                     | 4630       | 173              | 173            | Locatie in de gemeente |
| BU07580809    | Verspreide huizen Ulvenhout   | 290        | 350              | 346            | Locatie in de gemeente |
| BU07580900    | Prinsenbeek                   | 10860      | 348              | 348            | Locatie in de gemeente |
| BU07580909    | Verspreide huizen Prinsenbeek | 850        | 1354             | 1333           | Locatie in de gemeente |
| BU07581000    | Teteringen                    | 7420       | 193              | 193            | Locatie in de gemeente |
| BU07581008    | Vuchtpolder                   | 100        | 673              | 673            | Locatie in de gemeente |
| BU07581009    | Verspreide huizen Teteringen  | 190        | 314              | 314            | Locatie in de gemeente |